# Save Me (serial telewizyjny)
Save Me (2013) – amerykański serial komediowy stworzony przez Johna Scotta Shepherda oraz zrealizowany przez JSS Entertainment, Original Film i Sony Pictures Television.
W maju 2012 roku, stacja NBC otrzymała zamówienie na pierwszy sezon składający się z 13 odcinków. Premiera serialu odbyła się w Stanach Zjednoczonych 23 maja 2013 na amerykańskim kanale NBC. Na antenie miało zostać wyemitowanych 13 odcinków, ale zostało wyemitowanych tylko 7 odcinków. Emisja zakończyła się 13 czerwca 2013 na siódmym odcinku.

## Opis fabuły
Serial opisuje perypetie Beth Harper (Anne Heche), która po strasznym wypadku zaczyna wierzyć, że przemawia przez nią sam Bóg. Obdarzona mocą Harper zmienia życie swoje i innych ludzi. Codziennie kobieta przeżywa niesamowite i zabawne przygody.

## Obsada
- Anne Heche jako Beth Harper
- Michael Landes jako Tom Harper
- Alexandra Breckenridge jako Carly Brugano
- Heather Burns jako Jenna Derring
- Madison Davenport jako Emily Harper
- Lamman Rucker jako doktor John Wilkins
- Joy Osmanski jako Maggie Tompkins
- Stephen Schneider jako Pete Dennings

## Odcinki
| № | Nr | Tytuł                | Reżyseria         | Scenariusz                                         | Premiera (NBC)  |
| - | -- | -------------------- | ----------------- | -------------------------------------------------- | --------------- |
| 1 | 1  | The Book of Beth     | Scott Winant      | John Scott Shepherd                                | 23 maja 2013    |
| 2 | 2  | Take It Back         | Scott Winant      | Darlene Hunt                                       | 23 maja 2013    |
| 3 | 3  | WWJD                 | Wendey Stanzler   | Andy Bobrow                                        | 30 maja 2013    |
| 4 | 4  | Heal Thee            | Randy Zisk        | Mark Driscoll                                      | 30 maja 2013    |
| 5 | 5  | Whatever the Weather | Jann Turner       | Nancy Fichman, Jennifer Hoppe-House i Anthony King | 6 czerwca 2013  |
| 6 | 6  | Heavenly Hostess     | Michael MacDonald | Steve Baldikoski i Bryan Behar                     | 6 czerwca 2013  |
| 7 | 7  | Holier Than Thou     | Scott Winant      | Raphael Bob-Waksberg, Joanna Calo i Julie Durk     | 13 czerwca 2013 |